# Bárbara Pastor Artigues
Bárbara Pastor Artigues (Mallorca, 12 de enero de 1957) es una docente española, especialista en lenguas clásicas y oratoria. Es profesora en la Escuela Europea de Luxemburgo. 

## Biografía
Inició sus estudios universitarios en la Universidad de Barcelona. Es doctora en Filología Clásica por la Universidad Complutense de Madrid. Funcionaria de carrera por el Ministerio de Educación. Ha desarrollado su carrera profesional en la enseñanza del Mundo Clásico y se ha especializado en la formación de Oratoria, Comunicación de impacto y Estrategias de liderazgo.
En los años 80 se concentró en la traducción de autores clásicos como en 1986 De re coquinaria, C. G. Apicio. Editorial Coloquio. En el año 1988 tradujo De occulta philosophia, Cornelio Agrippa, Alianza Editorial y en el año 1989 tradujo del castellano al latín la obra de Camilo José Cela De familia Pascual Duarte, en la editorial Coloquio, el año en que a Cela le fue concedido el premio Nobel de Literatura.
Ha ejercido como profesora de Humanidades en diferentes centros. Es directora del Certamen de Oratoria. Barcelona (Paraninfo, Universidad de Barcelona; y Madrid (Palacio del Senado)
Desarrolla su actividad académica desde 1990, año en que inició su labor investigadora en la Universidad de Míchigan, USA. En la misma universidad fue editora asociada para el Journal of Roman Archeaeology. Y posteriormente, siguió su actividad investigadora en Londres.
Obtuvo el premio Classical and Modern Languages and Literature Award 1995, USA.
Ha impartido talleres de Oratoria y comunicación de impacto con el título -MÉTODO ORATOGA. Oratoria y Argumentación. Estrategias para hablar en público. Oratoria forense. Así como Aprende a defender la tesis doctoral, Universidad de Barcelona.
Ha creado el método Oratoga en el cual descubre las claves para hablar en público o presentarse a una entrevista de trabajo.

## Obras

### Libros
- 1996. Diccionario Etimológico indoeuropeo de la lengua española, Alianza ed.[11]
- 1999.  Cultura Clásica. Ed. Anaya, Madrid.
- 2001. Las perversiones de la lengua. Uso de las palabras en la actualidad.[12]
- 2002. ¿Qué pasa en las aulas? Crónica de un desastre. Ed. Planeta.[7]
- 2003. El mundo en tus manos. Cultura Clásica Ed. Anaya, Madrid.
- 2006. Constantino: La invención del cristianismo, ed. Oberon. Madrid.
- 2006. Lengua y Literatura castellana. Sgel, Madrid.
- 2008. Historia de Roma. Monarquía, República.  Nowtilus, Madrid.[13]
- 2011. Lengua castellana y literatura en Educación Primaria. Plan General de Mejora de las Destrezas Indispensables. Madrid.
- 2013. Somos lo que sabemos. Cosmopolitas del Mundo Clásico. Madrid[14]
- 2017. Letrado, tiene la palabra (coautora, Elena Regúez. Ed. La Ley. Wolters Kluwer, Madrid).
- 2018. Hablar bien en público con el Método Oratoga, ed. Larousse. Madrid.
- 2019. 13 reglas de oro para el Abogado (coautora, Elena Regúlez. Ed. Wolters Kluwer. Madrid.

### Traducciones
- 1986. De re coquinaria, C. G. Apicio. Editorial Coloquio.
- 1988. De occulta philosophia, Cornelio Agrippa. Alianza Editorial.
- 1989. De familia Pascual Duarte, C. J. Cela (trad. del castellano al latín). Ed. Coloquio.

### Novelas
- 2006 Desde mi infierno. Diario de un estudiante. Editorial Anaya.[15]
- 2008 El secreto del Mediterráneo, Ediciones B.

2024. Volverás a Raixa. Editorial Calambur.